# Denny Landzaat
Denny Landzaat, född den 6 maj 1976 i Amsterdam, är en nederländsk före detta fotbollsspelare. Landzaat började sin proffskarriär i AFC Ajax 1995, men gick sedan till MVV. 1999 gick han vidare till Willem II där han spelade till 2004 då han köptes av AZ Alkmaar. Efter att ha spelat elva år på professionell nivå i Nederländerna köptes han 2006 av engelska Wigan. I Wigan spelade han 52 ligamatcher innan han återvände till hemlandet 2008.
Landzaat debuterade i landslaget den 2 juni 2001 i en match där Nederländerna besegrade Estland med 4-2. Han var med i Nederländernas trupp till VM 2006 och blev inbytt i tre av lagets fyra matcher i turneringen. Landzaat har indonesiskt ursprung.